# Шарина, Клавдия Ивановна
Кла́вдия Ива́новна Ша́рина (2 января 1912, Усть-Урень, Карсунский уезд, Симбирская губерния, Российская империя — 5 апреля 2002, Йошкар-Ола, Марий Эл, Россия) ― советский деятель здравоохранения, врач-окулист, общественно-политический деятель. Заместитель Председателя Президиума Верховного Совета Марийской АССР (1955―1963). Главный врач Республиканского трахоматозного диспансера / Республиканской глазной больницы  Марийской АССР (1943―1945, 1958―1972). Заслуженный врач РСФСР (1965), заслуженный врач Марийской АССР (1952). Член КПСС.

## Биография
Родилась 2 января 1912 года в с. Усть-Урень ныне Карсунского района Ульяновской области.
В 1935 году окончила Казанский медицинский институт. Направлена в Марийскую АССР: до 1938 года — врач Оршанской районной больницы, с 1938 года ― в Республиканском трахоматозном диспансере / Республиканской глазной больнице МАССР: ординатор, в 1943―1945 и 1958―1972 годах ― главный врач. Внесла большой вклад в борьбу с трахомой в Марийской республике в годы Великой Отечественной войны и послевоенное время.
В 1955―1963 годах избиралась депутатом Верховного Совета Марийской АССР 2 созывов, была заместителем Председателя Президиума Верховного Совета Марийской АССР.
За многолетнюю безупречную работу в области здравоохранения в 1952 году удостоена почётного звания «Заслуженный врач Марийской АССР», в 1965 году ― «Заслуженный врач РСФСР».
Ушла из жизни 5 апреля 2002 года в Йошкар-Оле.

## Звания и награды
- Орден «Знак Почёта» (1961)[1][2]
- Медаль «За трудовое отличие» (1951)[1][2]
- Медаль «За доблестный труд. В ознаменование 100-летия со дня рождения Владимира Ильича Ленина»
- Почётная грамота Президиума Верховного Совета Марийской АССР (1963, 1972)[1][2]
- Заслуженный врач РСФСР (1965)[1][2]
- Заслуженный врач Марийской АССР (1952)[1][2]
- Нагрудный знак «Отличник здравоохранения»[3]

## Память
Врачу-окулисту К. И. Шариной посвящено стихотворение известного марийского поэта, лауреата Государственной премии СССР Миклая Казакова (1955).